# Klabautamann
 (août 2009).
 (décembre 2016).
Klabautamann est un groupe allemand de heavy metal, possédant également des influences black metal et metal progressif. Le groupe a déclaré qu'ils ne se limiteront pas à un certain style de musique, mais que ce sera toujours,  d'une certaine façon, relié à la nature.

## Biographie
Klabautamann est un moyen d'expression musical pour Tim Steffens et Florian Toyka, qui ont formé le groupe en 1998.
Après avoir enregistré deux démos, le groupe a fini l'enregistrement de leur premier album Our Journey Through the Woods en été 2003 : . Ce qui a été réalisé avec l'aide de Marlon Drescher (batterie) et Armin Rave (mixage et mastering). En février 2005, le second album Der Ort est sorti sous le label Heavy Horses Records. L'album a été produit intégralement par le groupe.
Il y a également eu d'autres personnes impliquées dans sa réalisation : Patrick Schröder (batterie), Isabel Jasse et Stefan Horn (chant), Julia Tomaschitz et Christian Kolf (quelques paroles).

## Discographie
- 1998 : Opus Obscoenum Infernalis
- 2000 : Gott Schenkt Gift
- 2003 : Our Journey Through the Woods
- 2005 : Der Ort
- 2007 : Klabautamann 7
- 2009 : Merkur

## Membres
- Tim Steffens - guitares, basse, chant
- Florian Toyka - guitares, basse